# Franz Kuhn von Kuhnenfeld
Franz Kuhn von Kuhnenfeld, född 15 juli 1817, död 25 maj 1896, var en österrikisk militär och friherre.
Kuhn von Kuhnenfeld blev officer vid infanteriet 1837, överste 1857, generalmajor 1863, fälttygsmästare 1873 och erhöll avsked 1888. Han deltog med utmärkelse i 1848-49 års fälttåg i Italien, upphöjdes 1852 till friherrligt stånd och var vid krigsutbrottet 1859 generalstabschef vid armén i Italien. Under 1866 års krig ledde han med framgång försvaret av Tyrolen och var 1868-74 krigsminister, varvid han genomförde en fullständig omorganisation av Österrike-Ungerns härväsende. 1874-88 var han generalkommendant i Steiermark, Kärnten och Krain. Kuhn von Kuhnenfeld har bland annat utgett Der Gebirgskrieg (2:a upplagan 1878).